# Wilhelmsbergs mekaniska verkstad
Wilhelmsbergs mekaniska verkstad var ett varv i Göteborg.
Wilhelmsbergs mekaniska verkstad låg vid Göta älv på området Hisingsvassen, som var ett större vassområde, som i början av 1900-talet muddrades och fylldes ut för att 1922 bli Göteborgs frihamn. Vassen muddrades och fylldes ut och började bebyggas. Verksamma på området var bland andra Wilhelmsbergs mekaniska verkstad och Quillebäckens gjuteri och mekaniska verkstad.
Wilhelmsbergs mekaniska verkstad var en reparationsverkstad för bogser- och kanalbåtar och nybyggde också bogserbåtar, ångmaskiner och ångpannor.  
Gustaf Prytz (1776-1861) var ägare till Wilhelmsberg.
Wilhelmsbergs mekaniska verkstad låg vid nuvarande kaj 101 i Frihamnen. Företaget avvecklades i samband med anläggningen av frihamnen, Varvsområdet försvann 1916, när arbetet med Frihamnen kommit sa långt.

## Byggda båtar i urval
- 1883 Ångfartyget Nohl för Ångfartygs AB Nohl i Nol
- 1903 D/S Axel för Skiensvassdragets Fellesfløtningsforening, i bruk flottningsföreningen till 1999
- 1908 Stormprincess för Bogserings AB Stormking i Göteborg